# Novoselîțea, Polonne
Novoselîțea (în ucraineană Новоселиця) este localitatea de reședință a comunei Novoselîțea din raionul Polonne, regiunea Hmelnîțkîi, Ucraina.

## Demografie
Componența lingvistică a localității Novoselîțea
     Ucraineană (99,34%)
     Alte limbi (0,6%)
Conform recensământului din 2001, majoritatea populației localității Novoselîțea era vorbitoare de ucraineană (99,34%), existând în minoritate și vorbitori de alte limbi.